# Thomas Bernhard
Thomas Bernhard, född 9 februari 1931 i Heerlen, Nederländerna, död 12 februari 1989 i Gmunden, Österrike, var en österrikisk författare. Han räknas till de mest betydande tyskspråkiga författarna under andra hälften av 1900-talet.

## Liv
Thomas Bernhard föddes 1931 i Heerlen i Nederländerna som utomäktenskaplig son till Herta Bernhard (1904–1950) och snickaren Alois Zuckerstätter (1905–1940). Han bodde under den tidiga barndomen hos sina morföräldrar i Wien och Seekirchen. Senare, efter att hans mor gift sig med frisören Emil Fabjan 1936, bodde Bernhard i Traunstein i Bayern. Bernhard gick i skola i Seekirchen. Morfadern, författaren Johannes Freumbichler, förespråkade en konstnärlig utbildning och såg till att han fick musikundervisning. Som sängvätare var han några svåra månader 1941 i ett skyddshem i Thüringen, och senare i den nazistisk (1942–1945)-katolska (efter 1945) internatskolan Johanneum i Salzburg, som han lämnade 1947, för att bli lärling hos en köpman. Bernhard lärde aldrig känna sin far, morfadern dog 1949 och modern året efter. På grund av tuberkulos tillbringade Bernhard åren 1949 till 1951 på sanatorier i Sankt Veit i Pongau, där han träffade sin vän och förtrogna Hedwig Stavianicek (1894–1984). Från 1952 var Bernhard fri medarbetare vid Salzburger Tagblatt. Han utbildade sig till skådespelare vid Mozarteum i Salzburg (1955–1957). Därefter började han arbeta som frilansförfattare. Han dog i sitt hus i Ohlsdorf nära Gmunden i Oberösterreich, dit han hade flyttat 1965. I sitt testamente förbjöd han uppsättningar av sina pjäser och publicering av sina opublicerade verk i Österrike. Hans död tillkännagavs inte förrän begravningen redan ägt rum.

## Verk
Thomas Bernhard, som började sin författarbana som poet, fann slutligen sin stil i prosan, i romaner och kortare prosastycken, och i dramatiken. 
Bernhard har ofta kritiserats i Österrike som Nestbeschmutzer (en som smutsar ner sitt eget bo) för sina kritiska åsikter om landet, men är mycket uppskattad utomlands och ses av många som ett geni.
De starka och ångestladdade övergivenhetskänslor han genomlevde under sin barndom och ungdom samt den då obotliga lungsjukdom han var drabbad av har haft stort inflytande på hans verk. Sjukdomen fick honom att se döden som tillvarons väsen. Hans verk är ofta utformade som enslingars monologer, där de för en tyst lyssnare förklarar sina åsikter om tillståndet i världen utifrån en konkret situation. Detta gäller hans pjäser likväl som hans prosa, där monologerna sedan berättas i andra hand av lyssnaren. 
Hans huvudpersoner är ofta lärda, eller, som han kallar dem, Geistesmenschen, som i sina tirader mot den "dumma pöbeln" tar avstånd från allt som är viktigt för österrikaren: staten (som ofta beskrivs som "katolsk-nationalsocialistisk"), allmänt erkända institutioner som Wiens Burgtheater, eller uppburna konstnärer. Synen på hans verk bör dock inte begränsas till denna aspekt, eftersom de också alltid handlar om hur människor som strävar efter perfektion isoleras och sönderfaller. Perfektionen är omöjlig att uppnå, eftersom perfektion innebär stagnation och därmed död. 
"Es ist alles lächerlich, wenn man an den Tod denkt" (Allt blir skrattretande, när man tänker på döden) var hans kommentar när han mottog ett mindre, österrikiskt nationellt pris 1968, vilket orsakade en av många skandaler som blev en del av hans rykte. Romanen Holzfällen (1984, svensk översättning Skogshuggning), till exempel, fick inte publiceras på flera år på grund av att en tidigare vän beskyllde honom för förtal. Många av hans pjäser, framför allt Heldenplatz (1988), kritiserades av konservativa kretsar som hävdade att de smutsade ner Österrikes rykte. Heldenplatz liksom de andra pjäser som Bernhard skrev under de åren sattes upp av den kontroversielle Burgtheaterregissören Claus Peymann, som ofta fick kritik för att sätta upp nutida pjäser vid den ärevördiga institutionen. 
Till och med i döden har Bernhard ställt till bråk genom sin "postuma litterära emigration", som han ska ha kallat det, nämligen att han förbjöd publicering och uppsättningar av sina verk inom Österrikes gränser. Hans arvingar har emellertid tillåtit detta då och då.

## Verkförteckning

### I svensk översättning
- 1963 – Frost (översättning Jan Erik Bornlid), Tranan 2013
- 1970 – Kalkbruket (översättning Margaretha Holmqvist), Norstedts 1972
- 1971 Gå (översättning Jan Erik Bornlid), Tranan 2017
- 1975 – Korrigering (översättning Jan Erik Bornlid), Tranan 2014
- 1975–1982 – Självbiografierna: Orsaken: En antydan, Källaren: En frigörelse, Andhämtningen: Ett avgörande, Kylan: En isolering, Ett barn                                                                          (översättning Susanne Widén & Lars W. Frej), Tranan 2011
- 1978 – Ja (översättning Jan Erik Bornlid), Tranan 2017
- 1978 – Röstimitatören (översättning Jan Erik Bornlid), Tranan 2022
- 1979 – De sammansvurna (Pjäs) (otryckt översättning av Bodil Malmsten, bearbetning Gunnel Lindblom) för Dramaten 2005
- 1982 – Wittgensteins brorson (översättning Margaretha Holmqvist), Tranan 2011
- 1982 – Betong (översättning Margaretha Holmqvist), Norstedts 1985
- 1983 – Undergångaren (översättning Jan Erik Bornlid), Tranan 2004
- 1984 – Teatermakaren (Pjäs) (otryckt översättning av Susanne Widén) för Kungliga Dramatiska Teatern 1989
- 1984 – Skogshuggning (översättning Jan Erik Bornlid), Tranan 2007
- 1985 – Gamla mästare (översättning Jan Erik Bornlid), Tranan 2010
- 1986 – Utplåning: Ett sönderfall (översättning Margaretha Holmqvist), Tranan 2015
- 1986 – Helt enkelt komplicerat och andra texter (urval, översättning och efterskrifter av Daniel Birnbaum och Anders Olsson), Norstedts 1991
- 1988 – Heldenplatz (Pjäs) (översättning Jan Erik Bornlid), Tranan 2011
- 2009 – Mina priser (postumt) (översättning Jan Erik Bornlid), Tranan 2011

Undergångaren utgör tillsammans med Skogshuggning och Gamla mästare en trilogi. 

### Samlade verk
- 1957 – Auf der Erde und in der Hölle
- 1958 – In hora mortis
- 1958 – Unter dem Eisen des Mondes
- 1959 – Die rosen der Einöde
- 1962 – Die Irren. Die Häftlinge
- 1963 – Frost
- 1964 – Amras
- 1966 – Viktor Halbnarr: ein Wintermärchen
- 1967 – Verstörung
- 1967 – Prosa
- 1968 – Ungenach
- 1969 – Watten: ein Nachlaß
- 1969 – Ereignisse
- 1969 – An der Baumgrenze
- 1970 – Das Kalkwerk
- 1970 – Ein Fest für Boris
- 1971 – Gehen
- 1971 – Midland in Stilfs
- 1971 – Der Italiener
- 1972 – Der Ignorant und der Wahnsinnige
- 1974 – Der Kulterer
- 1974 – Die Jagdgesellschaft
- 1974 – Die Macht der Gewohnheit
- 1975 – Die Ursache: eine Andeutung
- 1975 – Korrektur
- 1975 – Der Präsident
- 1976 – Der Wetterfleck: Erzählungen
- 1976 – Der Keller: eine Entziehung
- 1976 – Die Berühmten
- 1977 – Minetti: ein Portrait des Künstlers als alter Mann
- 1978 – Der Atem: eine Entscheidung
- 1978 – Der Stimmenimitator
- 1978 – Ja
- 1978 – Immanuel Kant
- 1979 – Der Weltverbesserer
- 1979 – Vor dem Ruhestand: eine Komödie von deutscher Seele (Pjäs)
- 1979 – Die Erzählungen
- 1980 – Die Billigesser
- 1981 – Die Kälte: eine Isolation
- 1981 – Ave Vergil
- 1981 – Über allen Gipfeln ist Ruh
- 1981 – Am Ziel
- 1982 – Ein Kind
- 1982 – Beton
- 1982 – Wittgensteins Neffe
- 1983 – Der Untergeher
- 1983 – Der Schein trügt
- 1984 – Holzfällen: eine Erregung
- 1984 – Der Theatermacher (Pjäs)
- 1984 – Ritter, Dene, Voss
- 1985 – Alte Meister
- 1986 – Auslöschung: ein Zerfall
- 1986 – Einfach kompliziert
- 1987 – Elisabeth II
- 1988 – Heldenplatz
- 1988 – Der deutsche Mittagstisch: Dramolette
- 1989 – In der Höhe: Rettungsversuch, Unsinn
- 1990 – Claus Peymann kauft sich eine Hose und geht mit mir essen: drei Dramolette
- 1991 – Ereignisse
- 1994 – Thomas Bernhard – Karl Ignaz Hennetmair: Ein Briefwechsel 1965–1974
- 2009 – Meine Preise

## Filmer
Den österrikiske generationskamraten Ferry Radax har gjort två filmer efter manus av Thomas Bernhard.
- Thomas Bernhard - Drei Tage (Thomas Bernhard - tre dagar, 1970). Filmen bygger på ett skrivet självporträtt av Thomas Bernhard.
- Der Italiener (Italienaren, 1972), en spelfilm.

## Priser och utmärkelser i urval
- Österreichischer Förderungspreis für Literatur 1968
- Georg Büchner-priset 1970
- Prix Médicis étranger 1988